# Provincia Mashonaland East
Mashonaland East este o provincie (diviziune de gradul I) în partea de  nord-est a statului Zimbabwe. Reședința este orașul Marondera.

## Districte
Provincia are un număr de 8 districte:
- Chikomba
- Goromonzi
- Marondera
- Mudzi
- Murehwa
- Mutoko
- Seke
- Wedza